# جيمس تايلور ميدلتون
جيمس تايلور ميدلتون هو سياسي كندي، ولد في 28 نوفمبر 1840 في المملكة المتحدة، وتوفي في 1926. حزبياً، نشط في الحزب الليبرالي في أونتاريو ‏. وقد انتخب عضو برلمان مقاطعة أونتاريو.